# Kagulu
El kagulu (o kaguru) és una llengua bantu parlada a Tanzània. És parlat a l'est de Tanzània, vora de Dodoma i dins la regió de Morogoro. És, segons els seus locutors, mútuament comprensible amb les llengües de les poblacions bantus veïnes. Són a l'est, els zigula, nghwele, zalamo, ngulu, luguru i sagala. A l'oest viuen els gogo i hehe.